# 珀勒什凯弗
珀勒什凯弗，是匈牙利佐洛州所辖的一个村，总面积12.32平方公里，总人口395，人口密度32.1人/平方公里（2010年1月1日）。